# Lekkoatletyka na Letniej Uniwersjadzie 1997
Lekkoatletyka na Letniej Uniwersjadzie 1997 – zawody lekkoatletyczne rozegrane na Stadio Cibali w Katanii w sierpniu 1997 roku. Reprezentanci Polski zdobyli jeden brązowy medal.

## Rezultaty

### Mężczyźni
| Konkurencja                   | Złoto                                                                                | Wynik    | Srebro                                                                       | Wynik    | Brąz                                                                         | Wynik    |
| Bieg na 100 m                 | Vincent Henderson                                                                    | 10,22    | Aleksandr Porchomowski                                                       | 10,39    | Jonathan Carter                                                              | 10,42    |
| Bieg na 200 m                 | Gentry Bradley                                                                       | 20,48    | Tony Wheeler                                                                 | 20,64    | Aninos Markulidis                                                            | 20,72    |
| Bieg na 400 m                 | Clement Chukwu                                                                       | 44,81    | Jerome Davis                                                                 | 45,30    | Linval Laird                                                                 | 45,54    |
| Bieg na 800 m                 | Norberto Téllez                                                                      | 1:47,63  | Hezekiél Sepeng                                                              | 1:47,77  | Bryan Woodward                                                               | 1:48,43  |
| Bieg na 1500 m                | Anthony Whiteman                                                                     | 3:43,57  | Carlos García                                                                | 3:43,97  | António Travassos                                                            | 3:44,14  |
| Bieg na 5000 m                | Simone Zanon                                                                         | 13:57,54 | Thorsten Naumann                                                             | 13:58,35 | Dan Browne                                                                   | 14:00,94 |
| Bieg na 10 000 m              | Kamiel Maase                                                                         | 28:22,11 | Dan Browne                                                                   | 28:27,64 | Rachid Berradi                                                               | 28:30,05 |
| Półmaraton                    | Marílson dos Santos                                                                  | 1:03:32  | Stephen Mayaka                                                               | 1:03:51  | Solomon Wachira                                                              | 1:04,05  |
| Bieg na 110 m przez płotki    | Andriej Kisłych                                                                      | 13,44    | Jonathan Nsenga                                                              | 13,51    | Dudley Dorival                                                               | 13,53    |
| Bieg na 400 m przez płotki    | Llewellyn Herbert                                                                    | 48,99    | Rusłan Maszczenko                                                            | 49,36    | Mubarak an-Nubi                                                              | 49,48    |
| Bieg na 3000 m z przeszkodami | Mark Ostendarp                                                                       | 8:25,83  | Marcel Laros                                                                 | 8:27,91  | Michael Buchleitner                                                          | 8:28,92  |
| Sztafeta 4 × 100 m            | Stany Zjednoczone · Vincent Henderson · Bryan Howard · Jonathan Carter · Tony McCall | 38,48    | Kuba · Anier García · Misael Ortiz · Iván García · Luis Alberto Pérez-Rionda | 38,52    | Wielka Brytania · Dan Money · Jamie Henthorn · Ross Baillie · Douglas Walker | 39,23    |
| Sztafeta 4 × 400 m            | Stany Zjednoczone · Octavius Terry · Tony Wheeler · Jerome Davis · Bryan Woodward    | 3:02,53  | Jamajka · Ian Weakley · Linval Laird · Garth Robinson · Dennis Blake         | 3:02,68  | Wielka Brytania · Richard Knowles · Sean Baldock · Mark Sesay · Jared Deacon | 3:02,74  |
| Chód na 20 km                 | Ilja Markow                                                                          | 1:25:36  | Alejandro López                                                              | 1:26:00  | Arturo Di Mezza                                                              | 1:26,12  |
| Skok wzwyż                    | Lee Jin-taek                                                                         | 2,32     | Charles Lefrançois                                                           | 2,32     | Didier Detchénique                                                           | 2,28     |
| Skok o tyczce                 | Khalid Lachheb                                                                       | 5,70     | Chad Harting                                                                 | 5,60     | Werner Holl                                                                  | 5,55     |
| Skok w dal                    | Iván Pedroso                                                                         | 8,40     | James Beckford                                                               | 8,35     | Gregor Cankar                                                                | 8,11     |
| Trójskok                      | Yoelbi Quesada                                                                       | 17,35    | Aliecer Urrutia                                                              | 17,11    | Robert Howard                                                                | 17,08    |
| Pchnięcie kulą                | Jurij Biłonoh                                                                        | 20,34    | Paolo Dal Soglio                                                             | 20,01    | Brian Miller                                                                 | 19,72    |
| Rzut dyskiem                  | Uładzimir Dubrouszczyk                                                               | 66,40    | Andy Bloom                                                                   | 63,12    | Doug Reynolds                                                                | 62,76    |
| Rzut młotem                   | Balázs Kiss                                                                          | 79,42    | Wadim Kolesnik                                                               | 77,16    | Ilja Konowałow                                                               | 76,16    |
| Rzut oszczepem                | Marius Corbett                                                                       | 86,50    | Emeterio González                                                            | 83,48    | Gregor Högler                                                                | 81,12    |
| Dziesięciobój                 | Roman Šebrle                                                                         | 8380 pkt | Kamil Damašek                                                                | 8072 pkt | Marcel Dost                                                                  | 7899 pkt |

### Kobiety
| Konkurencja                | Złoto                                                                                      |          | Srebro                                                                             |          | Brąz                                                                                     |          |
| Bieg na 100 m              | Ekaterini Tanu                                                                             | 11,20    | Anżeła Krawczenko                                                                  | 11,34    | Katia Benth                                                                              | 11,35    |
| Bieg na 200 m              | Jekatierina Leszczowa                                                                      | 23,18    | Katia Benth                                                                        | 23,31    | Monika Gaczewska                                                                         | 23,60    |
| Bieg na 400 m              | Allison Curbishley                                                                         | 50,84    | Olga Kotlarowa                                                                     | 51,35    | Idalmis Bonne                                                                            | 51,72    |
| Bieg na 800 m              | Iryna Nediłenko                                                                            | 2:00,21  | Ołena Bużenko                                                                      | 2:00,84  | Marija Sinusowa                                                                          | 2:01,38  |
| Bieg na 1500 m             | Gabriela Szabó                                                                             | 4:10,31  | Carla Sacramento                                                                   | 4:10,40  | Lidia Chojecka                                                                           | 4:12,38  |
| Bieg na 5000 m             | Nnenna Lynch                                                                               | 15:47,61 | Lori Durward                                                                       | 15:48,68 | Sarah Howell                                                                             | 15:49,96 |
| Bieg na 10 000 m           | Deena Drossin                                                                              | 33:45,31 | Lucilla Andreucci                                                                  | 33:54,22 | Miwako Yamanaka                                                                          | 34:10,28 |
| Półmaraton                 | Mari Sotani                                                                                | 1:11:49  | Agata Balsamo                                                                      | 1:13:06  | Miyuki Tokura                                                                            | 1:13:20  |
| Bieg na 100 m przez płotki | Angela Atede                                                                               | 13,16    | Feng Yun                                                                           | 13,19    | Swietłana Lauchowa                                                                       | 13,22    |
| Bieg na 400 m przez płotki | Tetiana Tereszczuk                                                                         | 54,91    | Jekatierina Bachwałowa                                                             | 55,91    | Daimí Pernía                                                                             | 56,13    |
| Sztafeta 4 × 100 m         | Stany Zjednoczone · Juan Ball · Melinda Sergent · Shani Anderson · Passion Richardson      | 44,04    | Rosja · Jekatierina Leszczowa · Irina Korotia · Olga Powtariewa · Natalja Ignatowa | 44,37    | Kanada · Sonia Paquette · Tara Perry · LaDonna Antoine · Karen Clarke                    | 44,59    |
| Sztafeta 4 × 400 m         | Rosja · Natalja Szarowa · Swietłana Gonczarienko · Jekatierina Bachwałowa · Olga Kotlarowa | 3:27,93  | Kuba · Nancy McLeón · Julia Duporty · Daimí Pernía · Idalmis Bonne                 | 3:29,00  | Wielka Brytania · Vicki Jamison · Michelle Pierre · Michelle Thomas · Allison Curbishley | 3:30,57  |
| Chód na 10 km              | Łarysa Ramazanowa                                                                          | 44:01    | Rossella Giordano                                                                  | 44:31    | Annarita Sidoti                                                                          | 44:38    |
| Skok wzwyż                 | Amy Acuff                                                                                  | 1,98     | Monica Iagăr                                                                       | 1,96     | Marie Collonvillé                                                                        | 1,94     |
| Skok o tyczce              | Emma George                                                                                | 4,40     | Cai Weiyan                                                                         | 4,30     | Doris Auer                                                                               | 4,10     |
| Skok w dal                 | Ołena Szechowcowa                                                                          | 6,78     | Wiktorija Werszynina                                                               | 6,44     | Cristina Nicolau                                                                         | 6,40     |
| Trójskok                   | Ołena Howorowa                                                                             | 14,23    | Olga Cepero                                                                        | 14,12    | Żanna Guriejewa                                                                          | 13,93    |
| Pchnięcie kulą             | Irina Korżanienko                                                                          | 19,39    | Corrie de Bruin                                                                    | 18,65    | Tressa Thompson                                                                          | 18,26    |
| Rzut dyskiem               | Natalja Sadowa                                                                             | 67,02    | Hu Honglian                                                                        | 61,00    | Nicoleta Grasu                                                                           | 60,08    |
| Rzut młotem                | Mihaela Melinte                                                                            | 69,84    | Olga Kuzienkowa                                                                    | 65,96    | Deborah Sosimenko                                                                        | 65,02    |
| Rzut oszczepem             | Isel López                                                                                 | 64,30    | Sonia Bisset                                                                       | 63,46    | Karen Forkel                                                                             | 60,70    |
| Siedmiobój                 | Mona Steigauf                                                                              | 6546     | Irina Wostrikowa                                                                   | 6175 pkt | Marie Collonvillé                                                                        | 6143 pkt |